# Таньяути, Ахмед Реда
Ахмед Реда Такнаути (марокканское диалектное произношение: Тагнаути, неправильное в русскоязычных СМИ: Таньяути) (араб. أحمد رضى التكناوتي‎; род. 5 апреля 1996, Фес) — марокканский футболист, вратарь клуба «Хассания» и сборной Марокко.

## Клубная карьера
Во взрослом футболе дебютировал в 2015 году выступлениями за команду клуба «Ренессанс Беркан», в котором провел два с половиной сезона, приняв участие в 10 матчах чемпионата.
Своей игрой за эту команду привлек внимание представителей тренерского штаба клуба «Видад», в состав которого перешёл в 2017 году. Однако в команде из Касабланки основным игроком не стал и вскоре был отдан в аренду в «Иттихад» из Танжера, с которой стал чемпионом Марокко.

## Карьера за сборную
Выступая за юношескую сборную участвовал на домашнем юношеском (U-17) Кубке африканских наций 2013 года, став полуфиналистом соревнований, а с молодежной сборной стал финалистом турнира в Тулоне в 2015 году.
10 октября 2017 дебютировал за национальную сборную Марокко в товарищеской игре против Южной Кореи, а в следующем году был включен в заявку сборной на чемпионат мира 2018 года в России.

## Достижения

### Клубные
«Видад»
- Чемпион Марокко: 2016/17, 2020/21, 2021/22

«Иттихад Танжер»
- Чемпион Марокко: 2017/18

Сборная Марокко
- Чемпион африканских наций: 2018

### Награды
- Офицер Ордена Трона (2022)[4]